# Rhopalus parumpunctatus

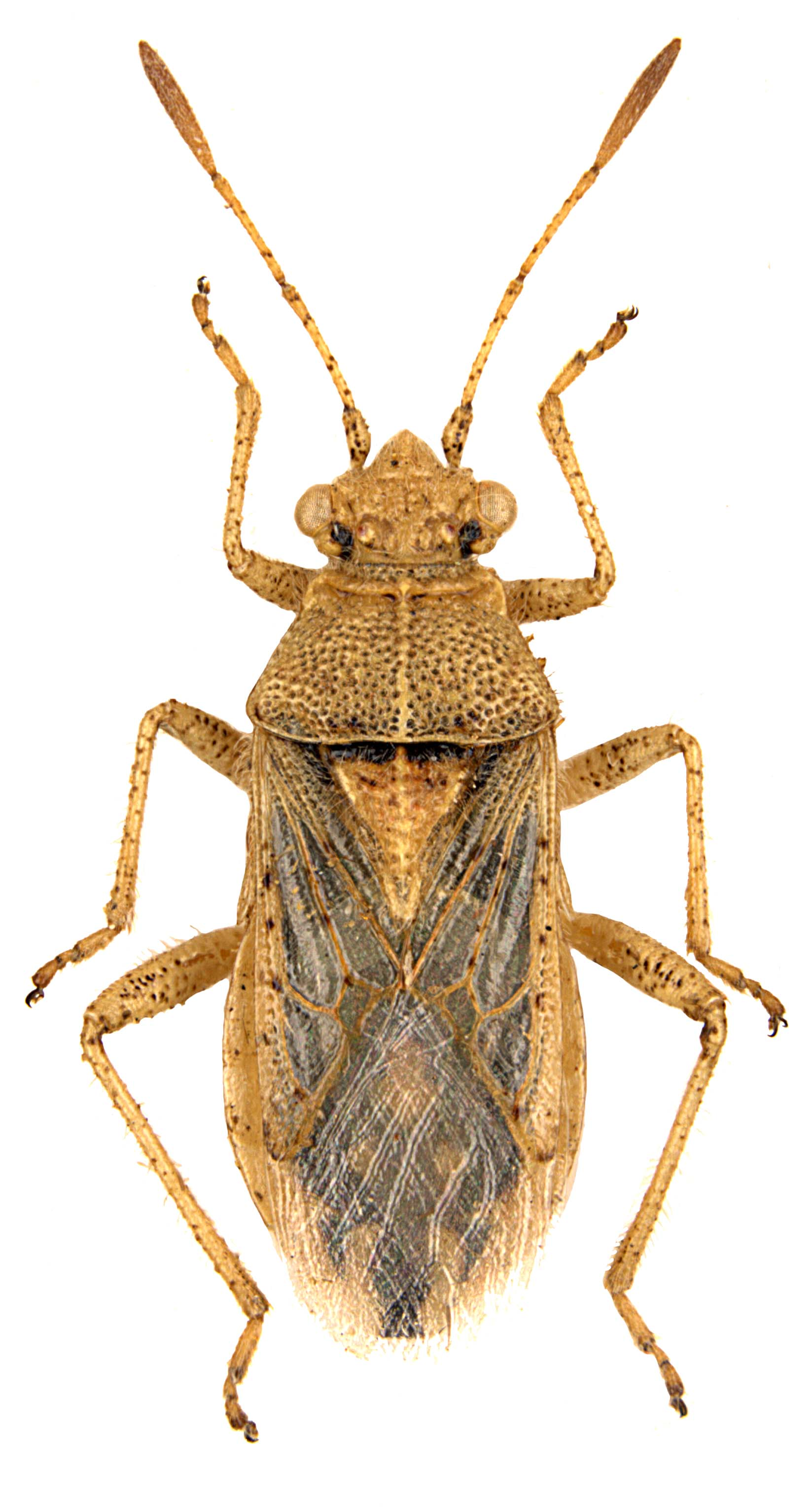
Rhopalus parumpunctatus, Habitus, specimen in Zoologische Staatssammlung München, Foto: Marianne Müller

Rhopalus parumpunctatus, auch Wenigpunktierte Glasflügelwanze genannt, ist eine Wanze aus der Familie der Glasflügelwanzen (Rhopalidae).

## Merkmale
Rhopalus parumpunctatus ist wie alle Arten der Tribus Rhopalini mittelgroß und länglich und wie die meisten Arten der Tribus stark behaart. Die Tiere erreichen eine Körperlänge von 6,4 bis 7,6 mm. Das Pronotum zeigt eine feine Mittellinie, das Schildchen (Scutellum) ist einspitzig.
Die Grundfarbe des Körpers ist variabel gelbbraun bis rot. Das 6. Tergit zeigt fünf gelbliche Flecken auf schwarzem Grund, drei größere am Vorderrand und zwei kleinere in den Hinterwinkeln. Die Adern des Coriums weisen stets schwarze oder braune Punkte auf. Das Corium ist in der basalen Hälfte gelbbraun bis braun. Die Färbung und Zeichnung des Connexivum ist variabel; es kann einfarbig hell sein, einen dunklen Punkt in der Mitte jeden Segments aufweisen oder alternierend dunkle und helle Flecken zeigen.

## Verbreitung und Lebensraum
Das Verbreitungsgebiet umfasst große Teile der Paläarktis und erstreckt sich von Europa bis China, in Europa reicht das Areal in Nord-Süd-Richtung vom südlichen Skandinavien bis in den Mittelmeerraum. Die Art ist in Deutschland und Österreich weit verbreitet und häufig.
Die Art besiedelt ein breites Spektrum trockener, offener Habitate und bewohnt hier die Krautschicht und den Boden.

## Lebensweise
Rhopalus parumpunctatus ist wie alle Glasflügelwanzen phytophag und saugt vorwiegend an den Früchten ihrer Wirtspflanzen. Sie ist polyphag und wurde auf einer großen Zahl wahrscheinlicher Nahrungspflanzen gefunden. Die Art überwintert wohl überwiegend als Imago und kann nach der Winterruhe ab Mai beobachtet werden. Paarungen wurden sowohl im Mai als auch im Herbst nachgewiesen. Die Tiere legen ihre Eier einzeln oder in kleinen Gruppen an den Wirtspflanzen ab. Wenn nur eine Generation ausgebildet wird, sind die meisten frisch geschlüpften Imagines ab Juli zu beobachten. Bei günstigen Bedingungen werden zwei sich überlappende Generationen ausgebildet und Imagines traten dann von Juni bis in den September auf. Ob es im Herbst noch zur Eiablage kommt, ist bisher nicht bekannt.